# Hermann Nestel
Hermann Nestel (Stoccarda, 10 maggio 1858 – Bordighera, 1905) è stato un pittore e paesaggista tedesco.

## Biografia
Hermann Nestel nacque a Stoccarda nel 1858. Sin da giovane dimostrò una particolare attitudine per le arti figurative e iniziò la sua formazione artistica nella propria città natale, per poi trasferirsi a Monaco di Baviera e a Berlino. Come molti artisti dell'epoca, fece il suo viaggio in Italia per completare la sua formazione artistica.
Nel 1882 fu incaricato dall'editore tedesco Wilhelm Spemann d'illustrare la costa ligure e francese, da Nizza a La Spezia. I disegni di Nestel servirono a illustrare il volume “Die Riviera”, scritto da Woldemar Kaden.
Nel 1887 decise di stabilirsi definitivamente a Bordighera. Lì conobbe il botanico e architetto paesaggista Ludwig Winter con il quale sviluppo un'amicizia. A Bordighera continuò a collaborare con gli editori tedeschi, in particolare con le riviste “Gartenlaube” e “Über Land und Meer”.
Una figlia di Nestel sposò a Bordighera Antonio Winter, primogenito di Ludwig Winter. Nestel iniziò con lui anche una collaborazione nella realizzazione dei giardini, senza comunque interrompere la sua attività di pittore.
Il pittore amava rappresentare nei suoi quadri non solo i paesaggi, ma anche la vita bordigotto. Ebbe l'occasione di esporre le sue opere non solo a Bordighera, ma in altre esposizioni fra cui quella al “Victoria Hall” di via Vittorio Veneto, ma anche a Torino e in Germania.
Nestel frequentava quello stretto gruppo d'intellettuali e artisti che aveva tanto arricchito la vita della cittadina ligure, come Pompeo Mariani, Giuseppe Ferdinando Piana, Charles Garnier, Clarence Bicknell e naturalmente i connazionali Ludwig Winter e Friederich von Kleudgen.
Morirà giovane, a soli 47 anni, nel 1905 e venne sepolto nel cimitero di Bordighera.
Fra le sue opere più note Vallone del Sasso, conservato all'Istituto Internazionale di Studi Liguri, e Pomeriggio a Bordighera, raffigurante alcuni pescatori presso gli scogli rivieraschi.

## Galleria d'immagini

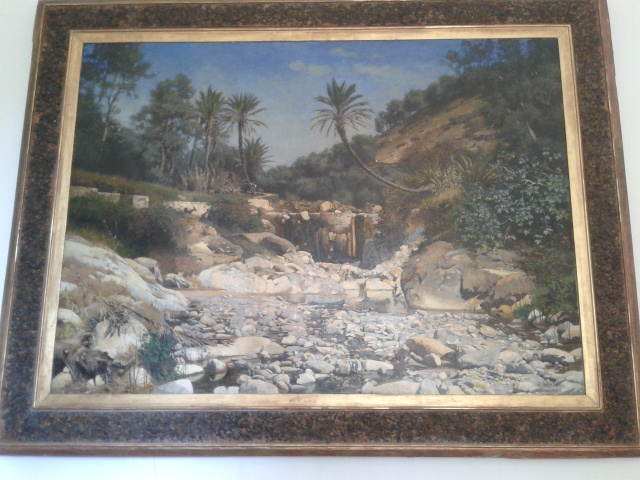
"Vallone del Sasso" di Hermann Nestel
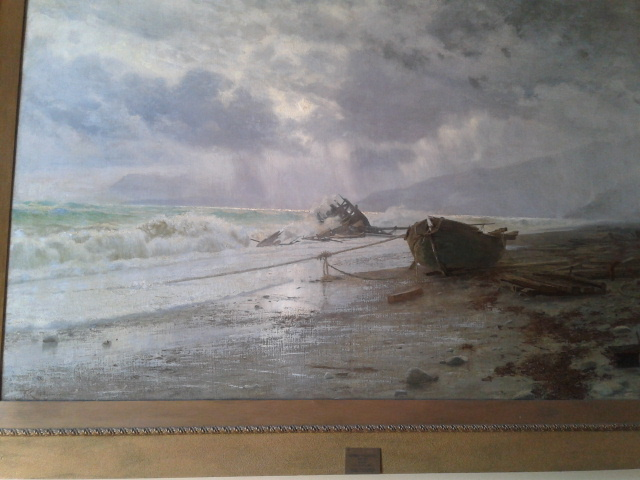
"Marina" di Hermann Nestel
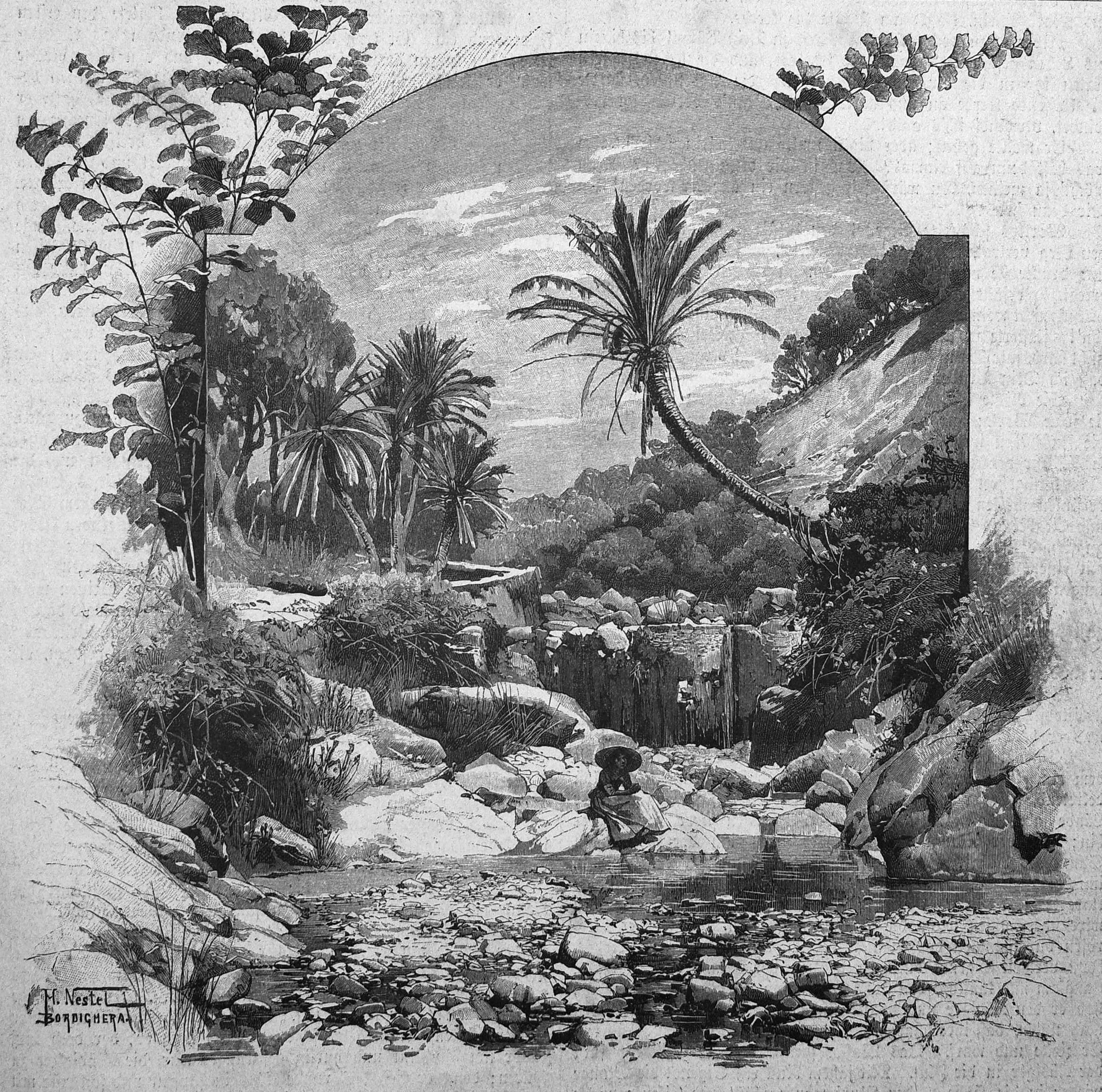
Vallone del Sasso (1894)